# Multimoog
Le Multimoog est un synthétiseur analogique monophonique produit par le constructeur américain Moog de 1978 à 1981.
Il s'agit d'une évolution en plus grand du Micromoog, le synthétiseur de la marque voulu plus abordable que le Minimoog et produit à partir de 1975.
Environ 1 000 exemplaires numérotés de cet instrument ont été vendus à travers le monde.